# David Nevue
David Nevue (ur. 1965) – amerykański pianista, kompozytor muzyki new age.

## Życiorys
Grę na fortepianie rozpoczął w wieku 12 lat. Największy wpływ na jego muzykę mieli wykonawcy tacy jak: Rush, U2, Kate Bush, Jethro Tull, Pink Floyd i Renaissance.
David Neuve rozpoczął promowanie swojej muzyki w Internecie w 1995 roku. W sierpniu 2003 roku Neuve uruchomił dla tego celu radio internetowe Whisperings: Solo Piano Radio jako część sieci Live365.com. Z czasem kanał radiowy się rozwinął przekraczając liczbę 200 wykonawców udostępniającyh w nim swoją muzykę, m.in.: Joe Yamada, David Lanz, Robin Spielberg czy Suzanne Ciani.
Nevue uruchomił również edukacyjną stronę internetową The Music Biz Academy oraz jest autorem książki How to Promote Your Music Successfully on the Internet.

## Dyskografia[4]
- 1992 – The Tower
- 1995 – While the Trees Sleep
- 1997 – The Last Waking Moment
- 1999 – The Vigil
- 2001 – Postcards from Germany
- 2003 – O Come Emmanuel
- 2004 – Sweet Dreams & Starlight
- 2005 – Overcome
- 2007 – Adoration: Solo Piano Hymns
- 2009 – Revelation
- 2011 – A Delicate Joy